# خرفار قصير
خرفار قصير (الاسم العلمي: Phalaris humilis) هو نوع نباتي يتبع جنس الخرفار من فصيلة النجيلية.